# Елатеріформні
Елатеріформні (лат. Elateriformia) — інфраряд різноїдних жуків, що містить дві родини: одна з найбагатших видами родин, це златки (Buprestidae), яких близько 15000 видів, і ковалики (Elateridae) — 10 000 видів.
Містить надродини:
- Buprestoidea Leach, 1815
- Byrrhoidea Latreille, 1804
- Dascilloidea Guérin-Méneville, 1843
- Elateroidea Leach, 1815
- Scirtoidea Leach, 1815
- Cantharoidea Leach, 1815